# Дроб'язко Євген Антонович
Євге́н Анто́нович Дроб'я́зко (20 серпня (1 вересня) 1898, Київ — 2 травня 1980, Київ) — український перекладач.

## Біографічні дані
Син видатного українського вченого-правника А. Л. Дроб'язка (незаконно репресованого 1941).
1920 року закінчив юридичний факультет Київського університету і 1923 року Музично-драматичний інститут імені Миколи Лисенка (Київ). До переведення в останній 1919 року навчався в Театральній академії в Києві.
Був на режисерській і редакторській роботі. У Києві мешкав у будинку письменників Роліт.

## Перекладацька діяльність

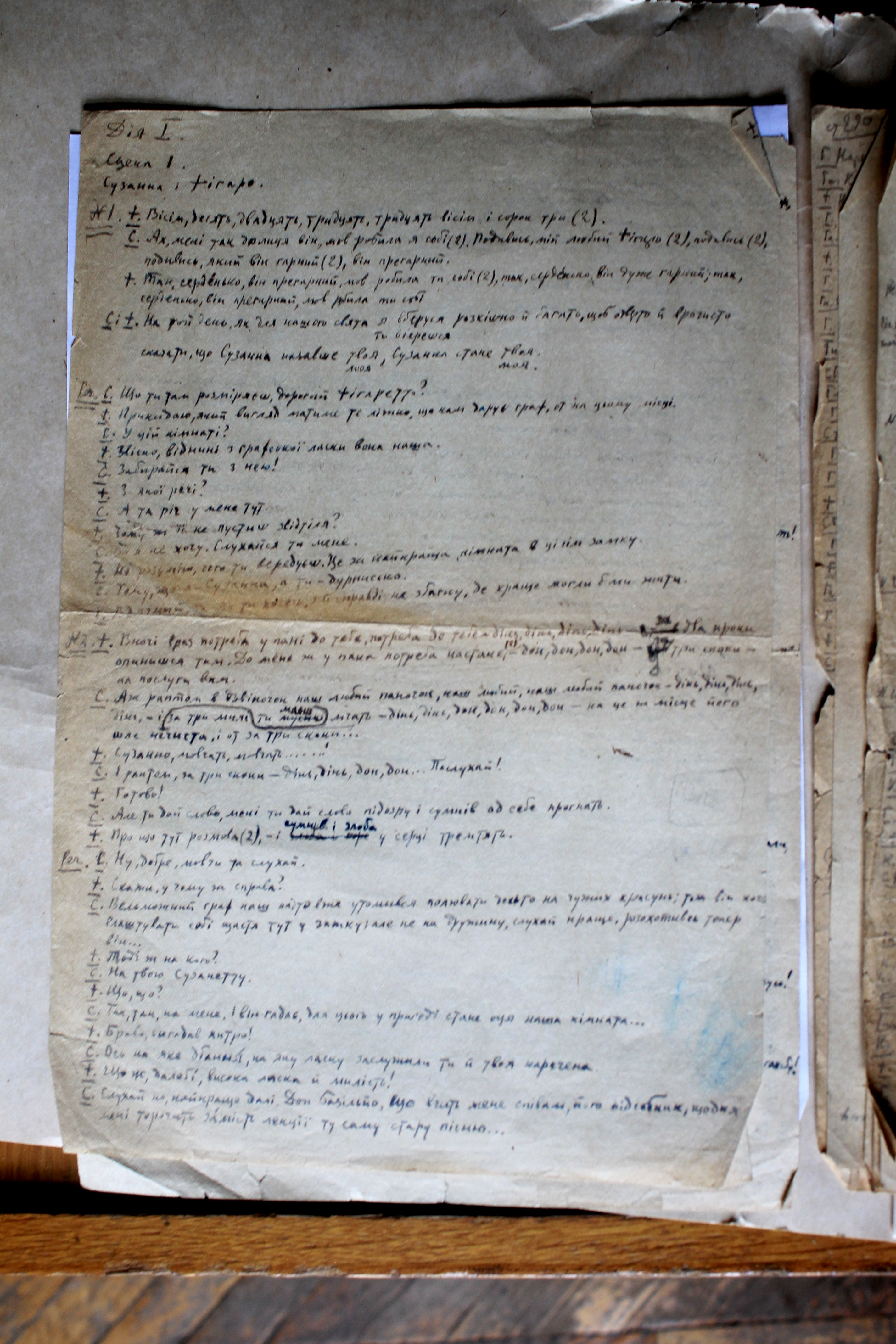
Фрагмент рукопису Є. Дроб'язка: Переклад лібрето опери В. А. Моцарта «Весілля Фіґаро»

Перекладав із французької, німецької, іспанської, російської, польської та італійської мов.
Автор першого повного перекладу «Божественної комедії» Данте.
Також серед перекладів:
- «Орлеанська діва» Фрідріха Шіллера;
- «Дивовижні пригоди та мандрівки барона Мюнхгаузена» Г.-А. Бюргера (перше видання — Київ, 1939; нове видання: Київ, 2020);
- Поезія Федеріко Ґарсія-Лорки, Юліуша Словацького, Володимира Маяковського;
- «Лихо з розуму» Олександра Грибоєдова (спільно з Д. Бобирем і М. Рильським). Вистава представлена у репертуарі Київського національного академічного Молодого театру від 2016 року;
- Окреме видання вибраних творів Юліуша Словацького в перекладі Євгена Дроб'язка і Максима Рильського (Rudzitsky Collection, Київ, 2021).

Переклав лібрето опер:
- «Весілля Фіґаро» (1948)[3];
- «Чарівна флейта»[3];
- «Директор театру» (обидва — 1956) В.-А. Моцарта;
- «Повість про справжню людину» С. Прокоф'єва (1966);
- «Орфей та Еврідіка» К.-В. Ґлюка (1977).

Переклав популярний підручник з елементарної теорії музики І. Способіна.

## Родина
Батько — Дроб'язко Антон Лаврентійович, український правознавець, літературознавець. Мати — Марія Лєбова, з аристократичної дворянської сім'ї, викладачка в гімназіях. Рідний брат — Дроб'язко Віталій Антонович, військовий і громадський діяч, сотник Армії УНР, після 1920 року в еміграції.
Дружина — Лія Вайсблат, донька головного рабина Києва (з 1902 р.) Нухима Вайсблата, сестра літератора, перекладача, видавця Володимира Вайсблата, живописця, графіка та скульптора Йосипа Вайсблата, лікаря-стоматолога, доктора медичних наук Соломона Вайсблата.
Син — Дроб'язко Лев Євгенович, інженер-будівельник, кандидат технічних наук, дослідник історичної топографії Бабиного Яру.